# Okres Thun
Okres Thun (německy Verwaltungskreis Thun) je jedním z okresů kantonu Bern ve Švýcarsku, vytvořených v rámci správní reformy k 1. lednu 2010 jako součást správního regionu Oberland. Jeho sídlem je Thun. Nachází se v jižní části kantonu.

## Seznam obcí
| Erb                    | Název                  | Počet obyvatel (k 31. 12. 2018) | Území v km2 |
| ---------------------- | ---------------------- | ------------------------------- | ----------- |
| Amsoldingen            | Amsoldingen            | 812                             | 4,70        |
| Blumenstein            | Blumenstein            | 1 246                           | 15,52       |
| Buchholterberg         | Buchholterberg         | 1 527                           | 15,33       |
| Burgistein             | Burgistein             | 1 096                           | 7,53        |
| Eriz                   | Eriz                   | 483                             | 21,78       |
| Fahrni                 | Fahrni                 | 809                             | 6,67        |
| Forst-Längenbühl       | Forst-Längenbühl       | 765                             | 4,50        |
| Gurzelen               | Gurzelen               | 840                             | 4,54        |
| Heiligenschwendi       | Heiligenschwendi       | 703                             | 5,55        |
| Heimberg               | Heimberg               | 6 832                           | 5,42        |
| Hilterfingen           | Hilterfingen           | 4 047                           | 2,83        |
| Homberg                | Homberg                | 509                             | 6,51        |
| Horrenbach-Buchen      | Horrenbach-Buchen      | 235                             | 20,43       |
| Oberhofen am Thunersee | Oberhofen am Thunersee | 2 413                           | 2,72        |
| Oberlangenegg          | Oberlangenegg          | 462                             | 9,12        |
| Stocken-Höfen          | Stocken-Höfen          | 1 016                           | 14,22       |
| Pohlern                | Pohlern                | 255                             | 9,89        |
| Reutigen               | Reutigen               | 999                             | 11,26       |
| Seftigen               | Seftigen               | 2 144                           | 3,89        |
| Sigriswil              | Sigriswil              | 4 833                           | 55,41       |
| Steffisburg            | Steffisburg            | 15 959                          | 13,35       |
| Teuffenthal            | Teuffenthal            | 174                             | 4,52        |
| Thierachern            | Thierachern            | 2 428                           | 7,51        |
| Thun                   | Thun                   | 43 734                          | 21,57       |
| Uebeschi               | Uebeschi               | 673                             | 4,40        |
| Uetendorf              | Uetendorf              | 5 893                           | 10,15       |
| Unterlangenegg         | Unterlangenegg         | 998                             | 6,80        |
| Uttigen                | Uttigen                | 2 103                           | 3,81        |
| Wachseldorn            | Wachseldorn            | 235                             | 3,52        |
| Wattenwil              | Wattenwil              | 2 936                           | 14,54       |
| Zwieselberg            | Zwieselberg            | 332                             | 2,45        |
| Celkem                 | Celkem                 | 107 491                         | 321,90      |

## Slučování obcí
- 1. ledna 2014 se bývalé obce Niederstocken, Oberstocken a Höfen sloučily do obce Stocken-Höfen a bývalá obec Kienersrüti se včlenila do obce Uttigen.[4]
- 1. ledna 2020 se bývalá obec Schwendibach sloučila s obcí Steffisburg.[5]